# Црква Успења Пресвете Богородице у Петници
Црква Успења Пресвете Богородице у Петници , насељеном месту на територији града Ваљева, сазидана је 1866. године на месту старије грађевине. Представља непокретно културно добро као споменик културе.

## Изглед цркве
Конципиран је као једнобродна грађевина, подељена на припрату, над чијим је западним делом звоник обновљен 1926. године, наос и олтар који се завршава полукружном апсидом. Локалну особеност представљају бочно усмерене нише протезиса и ђаконикона. Засведен је полуобличастим сводом са ојачавајућим луцима, по угледу на узоре рашког градитељства. Скромну фасадну декорацију чине пар хоризонталних кордонских венаца, смештених високо, готово уз поткровне венце двосливног крова и профилисани лучни оквири седам пространих прозорских отвора. Иконостасна преграда је рад непознатог мајстора из друге половине 19. века. У цркви се чувају царске двери рађене 1839. године за старију црквену грађевину, рад Георгија Бакаловића, чији је допринос ослобађању црквеног сликарства од превласти зографа изузетно значајан. Складан и пропорционалан, споменик културе представља значајан пример сакралне архитектуре ваљевског краја у другој половини 19. века.